# Tales of Phantasia
Tales of Phantasia (テイルズ オブ ファンタジア?, Teiruzu obu Fantajia) è un videogioco di ruolo per Super Nintendo pubblicato dalla Namco e commercializzato in Giappone nel 1995, dove ha venduto 212 000 copie È il primo capitolo della serie di videogiochi di ruolo Tales of, ed in seguito è stata ripubblicata per PlayStation, Game Boy Advance e PlayStation Portable.
Mentre la versione per Super Famicom non aveva un nome specifico per il genere di cui faceva parte, le versioni per PS1 e GBA di Tales of Phantasia utilizzano il nome caratteristico Legendary RPG (伝説のRPG?, Densetsu no RPG), mentre il genere della versione per PSP Tales of Phantasia ~ Full Voice Edition's è stato rinominato Legendary RPG Embellished with Voices (声が彩る、伝説のRPG?, Koe ga irodoru, densetsu no RPG).
Il gioco è stato originariamente sviluppato dal Wolf Team. È stato scritto e programmato da Yoshiharu Gotanda, disegnato da Masaki Norimoto, mentre la colonna sonora è stata curata da Motoi Sakuraba e Shinji Tamura. Il character designs è stato creato dal mangaka Kōsuke Fujishima. Ispirata a questo videogioco è stata realizzata una serie anime intitolata Tales of Phantasia: The Animation e trasmessa nel 2004.

## Trama
In Tales of Phantasia, il giocatore controlla un giovane di nome Cless, che vive insieme ai propri genitori in un tranquillo villaggio. In un giorno simile a tanti altri, Cless decide di affrontare una giornata di caccia insieme a Chester, il suo migliore amico. Mentre è sulle tracce di un cinghiale, Cless si imbatte in un misterioso albero parlante, che implora il suo aiuto. Non appena l'albero smette di parlare, Cless e Chester sentono il suono di un allarme e una volta tornati al villaggio, scoprono che esso è stato razziato e devastato e tutti i suoi abitanti sono stati uccisi. Prima che sua madre chiuda definitivamente gli occhi, Cless riesce a farsi raccontare del terribile massacro avvenuto e di come esso abbia a che fare con il ciondolo che lei e suo marito avevano donato a Cless per il suo compleanno. Cless decide di partire per scoprire chi ha compiuto quel terribile massacro e perché e cercare vendetta per i suoi amici e parenti uccisi.

## Personaggi
- Cress Albane / Cless Alvein (クレス・アルベイン, Kuresu Arubein)

Doppiato da Takeshi Kusao
È un giovane spadaccino proveniente dal villaggio di Toltus, ed è l'eroe della storia.
- Chester Barklight (チェスター・バークライト, Chesutā Bākuraito)

Doppiato da Kentarō Itō
È un arciere di diciassette anni, migliore amico di Cress.
- Mint Adnade (ミント・アドネード, Minto Adonēdo)

Doppiata da Satomi Koorogi
È una giovane guaritrice, che si unisce all'avventura di Cress e Chester.
- Claus F. Lester / Klarth F. Lester (クラース・F・レスター, Kurāsu F. Resutā)

Doppiato da Kazuhiko Inoue
È un uomo dotato del potere di invocare gli spiriti che si unisce al gruppo di Cress.
- Arche Klein / Arche Klaine (アーチェ・クライン, Āche Kurain)

Doppiata da Mika Kanai
Mezza elfa, che si unisce al gruppo di Cress.
- Suzu Fujibayashi (藤林すず, Fujibayashi Suzu)

Doppiato da Taeko Kawata
Personaggio giocabile solo dalla versione PS in poi. È una ragazzina ninja di 11 anni che si unisce al gruppo di Cress.

## Modalità di gioco
Nel Linear Motion Battle System (LMBS), la battaglia è giocata su un terreno bi-dimensionale che di solito è più largo dello schermo, che quindi può muoversi verso destra o sinistra in base a dove si trovano i personaggi o i nemici. il LMBS contiene un menu di pausa che permette di selezionare una magia o un oggetto. Come in altri giochi, è possibile assegnare oggetti o mosse combinate a pulsanti specifici come scorciatoie per azioni più rapide
Al contrario di altri giochi a turni, dove il giocatore controlla le azioni individuali di ogni membro del gruppo, nel LMBS il giocatore controlla solo il personaggio principale in tempo reale. Gli altri personaggi possono essere impostati in modalità passiva (solo difesa), attiva e di attacco (controllati dal computer), o il giocatore può forzarli a fare una magia. Per i titoli che permettono il multiplayer, gli altri personaggi possono essere controllati da altri giocatori umani.

## Colonna sonora
Sigla di apertura
- The Dream will not End (夢は終わらない?, Yume-wa owaranai) cantata da YO-MI (versione PS1/PSP) e Yoshida Yukari (versioni Super Famicom & GBA).

Sigla di chiusura
- A Star in the Sky (星を空に?, Hoshi-wo sora-ni) cantata da Yoshida Yukari.

## Accoglienza
Retrospettivamente, la rivista Famitsū ha classificato Mint come la diciannovesima eroina più famosa dei videogiochi degli anni '90.